# Formel 1-VM 1950
Formel 1-VM 1950 hade sju deltävlingar som kördes under perioden 13 maj-3 september. Detta var den första säsongen man körde VM i formel 1 och det första loppet, Race #1, kördes på Silverstone i Storbritannien. Indianapolis 500-loppet 1950 ingick som en av deltävlingarna i mästerskapet. Förarmästerskapet vanns av italienaren Nino Farina i Alfa Romeo.

## Vinnare
- Förare:  Nino Farina, Italien, Alfa Romeo,
- Konstruktör: Officiellt mästerskap började först 1958.

## Grand Prix 1950
| Grand Prix                 | Datum       | Bana              | Vinnande förare! Vinnande stall | Vinnande tillverkare |                          |   |
| -------------------------- | ----------- | ----------------- | ------------------------------- | -------------------- | ------------------------ | - |
| Storbritanniens Grand Prix | 13 maj      | Silverstone       | Nino Farina                     | Alfa Romeo           |                          | * |
| Monacos Grand Prix         | 21 maj      | Monte Carlo       | Juan Manuel Fangio              | Alfa Romeo           |                          | * |
| Indianapolis Grand Prix    | 30 maj      | Indianapolis      | Johnnie Parsons                 | Kurtis Kraft Inc     | Kurtis Kraft-Offenhauser | * |
| Schweiz Grand Prix         | 4 juni      | Bremgarten        | Nino Farina                     | Alfa Romeo           |                          | * |
| Belgiens Grand Prix        | 18 juni     | Spa-Francorchamps | Juan Manuel Fangio              | Alfa Romeo           |                          | * |
| Frankrikes Grand Prix      | 2 juli      | Reims-Gueux       | Juan Manuel Fangio              | Alfa Romeo           |                          | * |
| Italiens Grand Prix        | 3 september | Monza             | Nino Farina                     | Alfa Romeo           |                          | * |

## Grand Prix utanför VM 1950
| Grand Prix /Race          | Datum        | Bana         | Vinnande förare! Vinnande stall | Vinnande tillverkare   |                    |
| ------------------------- | ------------ | ------------ | ------------------------------- | ---------------------- | ------------------ |
| Richmond Trophy           | 10 april     | Goodwood     | Reg Parnell                     | Scuderia Ambrosiana    | Maserati           |
| Paus Grand Prix           | 10 april     | Pau          | Juan Manuel Fangio              | Scuderia Achille Varzi | Maserati           |
| San Remos Grand Prix      | 16 april     | San Remo     | Juan Manuel Fangio              | Alfa Romeo             |                    |
| Paris Grand Prix          | 30 april     | Montlhéry    | Georges Grignard                | Georges Grignard       | Talbot-Lago-Talbot |
| British Empire Trophy     | 15 juni      | Douglas      | Bob Gerard                      | Bob Gerard             | ERA                |
| Baris Grand Prix          | 9 juli       | Bari         | Giuseppe Farina                 | Alfa Romeo             |                    |
| Jersey Road Race          | 13 juli      | Saint-Helier | Peter Whitehead                 | Peter Whitehead        | Ferrari            |
| Albis Grand Prix          | 16 juli      | Albi         | Louis Rosier                    | Ecurie Rosier          | Talbot-Lago-Talbot |
| Nederländernas Grand Prix | 23 juli      | Zandvoort    | Louis Rosier                    | Talbot-Lago            | Talbot-Lago-Talbot |
| Nationernas Grand Prix    | 30 juli      | Genève       | Juan Manuel Fangio              | Alfa Romeo             |                    |
| Ulster Trophy             | 12 augusti   | Dundrod      | Peter Whitehead                 | Peter Whitehead        | Ferrari            |
| Pescaras Grand Prix       | 15 august    | Pescara      | Juan Manuel Fangio              | Alfa Romeo             |                    |
| BRDC International Trophy | 26 august    | Silverstone  | Giuseppe Farina                 | Alfa Romeo             |                    |
| Goodwood Trophy           | 30 september | Goodwood     | Reg Parnell                     | BRM                    |                    |
| Penya Rhins Grand Prix    | 19 oktober   | Pedralbes    | Alberto Ascari                  | Ferrari                |                    |

## Stall, nummer och förare 1950
| Stall/Tillverkare                                   | Nummer                   | Förare                             |
| --------------------------------------------------- | ------------------------ | ---------------------------------- |
| A J Watson (Watson-Offenhauser)                     | 45                       | Dick Rathmann, USA                 |
| Alfa Romeo                                          | 1, 6, 10, 14, 18, 34, 60 | Juan Manuel Fangio, Argentina      |
| Alfa Romeo                                          | 2, 8, 10, 16, 32         | Nino Farina, Italien               |
| Alfa Romeo                                          | 3, 4, 12, 36             | Luigi Fagioli, Italien             |
| Alfa Romeo                                          | 4                        | Reg Parnell, Storbritannien        |
| Alfa Romeo                                          | 46                       | Consalvo Sanesi, Italien           |
| Alfa Romeo                                          | 60                       | Piero Taruffi, Italien             |
| Antonio Branca (Maserati)                           | 30                       | Antonio Branca, Schweiz            |
| Bob Gerard (ERA)                                    | 12, 26                   | Bob Gerard, Storbritannien         |
| Bowes Racing Inc (Lesovsky-Offenhauser)             | 55                       | Troy Ruttman, USA                  |
| Carl Marchese (Marchese-Offenhauser)                | 2                        | Myron Fohr, USA                    |
| Charles Pozzi (Talbot-Lago-Talbot)                  | 26                       | Charles Pozzi, Frankrike           |
| Charles Pozzi (Talbot-Lago-Talbot)                  | 26                       | Louis Rosier, Frankrike            |
| Charles Pritchard (Kurtis Kraft-Offenhauser)        | 4                        | Walt Brown, USA                    |
| Charles Pritchard (Kurtis Kraft-Offenhauser)        | 15                       | Mack Hellings, USA                 |
| Clemente Biondetti (Ferrari-Jaguar)                 | -                        | Clemente Biondetti, Italien        |
| Cummins Engine Co (Kurtis Kraft-Cummins)            | 61                       | Jimmy Jackson, USA                 |
| Cuth Harrison (ERA)                                 | 11, 24, 32               | Cuth Harrison, Storbritannien      |
| Ecurie Belge (Talbot-Lago-Talbot)                   | 2, 4, 6, 18, 24, 42      | Johnny Claes, Belgien              |
| Ecurie Bleue (Talbot-Lago-Talbot)                   | 44                       | Harry Schell, USA                  |
| Ecurie Bleue (Talbot-Lago-Talbot)                   | 101                      | Louis Rosier, Frankrike            |
| Ecurie Lutetia (Talbot-Lago-Talbot)                 | 20                       | Eugène Chaboud, Frankrike          |
| Ecurie Rosier (Talbot-Lago-Talbot)                  | 16, 58                   | Louis Rosier, Frankrike            |
| Ecurie Rosier (Talbot-Lago-Talbot)                  | 64                       | Henri Louveau, Frankrike           |
| Enrico Platé (Maserati)                             | 20, 32, 38, 52           | Emmanuel de Graffenried, Schweiz   |
| Enrico Platé (Maserati)                             | 21, 50, 30               | Prince Bira, Thailand              |
| Ervin Wolfe (Kurtis Kraft-Offenhauser)              | 17                       | Joie Chitwood, USA                 |
| Ervin Wolfe (Kurtis Kraft-Offenhauser)              | 17                       | Tony Bettenhausen, USA             |
| Ferrari                                             | 2, 22, 38                | Luigi Villoresi, Italien           |
| Ferrari                                             | 4, 16, 18, 40, 48        | Alberto Ascari, Italien            |
| Ferrari                                             | 20, 42                   | Raymond Sommer, Frankrike          |
| Ferrari                                             | 48                       | Dorino Serafini, Italien           |
| Geoffrey Crossley (Alta)                            | 24, 26                   | Geoff Crossley, Storbritannien     |
| Gordini (Simca-Gordini)                             | 10, 44                   | Robert Manzon, Frankrike           |
| Gordini (Simca-Gordini)                             | 12, 42                   | Maurice Trintignant, Frankrike     |
| Grancor Auto Specialists (Kurtis Kraft-Offenhauser) | 59                       | Pat Flaherty, USA                  |
| Guy Mairesse (Talbot-Lago-Talbot)                   | 40                       | Guy Mairesse, Frankrike            |
| Horschell Racing Corporation (Cooper-JAP)           | 8                        | Harry Schell, USA                  |
| Howard Keck Co (Deidt-Offenhauser)                  | 31                       | Mauri Rose, USA                    |
| Indianapolis Race Cars Inc (Maserati-Offenhauser)   | 12                       | Henry Banks, USA                   |
| Indianapolis Race Cars Inc (Maserati-Offenhauser)   | 12                       | Fred Agabashian, USA               |
| J C Agajanian (Kurtis Kraft-Offenhauser)            | 98                       | Walt Faulkner, USA                 |
| Jack B Hinkle (Kurtis Kraft-Offenhauser)            | 49                       | Jack McGrath, USA                  |
| Joe Fry (Maserati)                                  | 10                       | Joe Fry, Storbritannien            |
| Joe Fry (Maserati)                                  | 10                       | Brian Shawe-Taylor, Storbritannien |
| Joe Kelly (Alta)                                    | 23                       | Joe Kelly, Irland                  |
| Joe Langley (Langley-Offenhauser)                   | 75                       | Gene Hartley, USA                  |
| John Lorenz (Wetteroth-Offenhauser)                 | 76                       | Jim Rathmann, USA                  |
| Kurtis Kraft Inc (Kurtis Kraft-Offenhauser)         | 1                        | Johnnie Parsons, USA               |
| Kurtis Kraft Inc (Kurtis Kraft-Offenhauser)         | 28                       | Fred Agabashian, USA               |
| Ludson D Morris (Kurtis Kraft-Offenhauser)          | 81                       | Jerry Hoyt, USA                    |
| Lou Moore (Deidt-Offenhauser)                       | 3                        | Bill Holland, USA                  |
| Lou Moore (Deidt-Offenhauser)                       | 14                       | Tony Bettenhausen, USA             |
| Lou Moore (Lesovsky-Offenhauser)                    | 5                        | George Connor, USA                 |
| Lou Moore (Moore-Offenhauser)                       | 8                        | Lee Wallard, USA                   |
| Louis Rassey (Snowberger-Offenhauser)               | 67                       | Bill Schindler, USA                |
| M A Walker (Kurtis Kraft-Offenhauser)               | 54                       | Cecil Green, USA                   |
| M Pete Wales (Kurtis Kraft-Offenhauser)             | 62                       | Johnny McDowell, USA               |
| Maserati                                            | 4, 28, 44                | Franco Rol, Italien                |
| Maserati                                            | 6, 19, 26, 30, 48        | Louis Chiron, Monaco               |
| Milano (Maserati & Maserati-Milano)                 | 34, 40, 52               | Felice Bonetto, Italien            |
| Milano (Maserati & Maserati-Milano)                 | 62                       | Franco Comotti, Italien            |
| Milt Marion (Kurtis Kraft-Offenhauser)              | 23                       | Sam Hanks, USA                     |
| Murrell Belanger (Stevens-Offenhauser)              | 18                       | Duane Carter, USA                  |
| Norm Olson (Olson-Offenhauser)                      | 77                       | Jackie Holmes, USA                 |
| Pat Clancy (Ewing-Offenhauser)                      | 22                       | Jimmy Davies, USA                  |
| Paul Pietsch (Maserati)                             | 28                       | Paul Pietsch, Tyskland             |
| Paul Russo & Ray Nichels (Nichels-Offenhauser)      | 7                        | Paul Russo, USA                    |
| Peter Walker (ERA)                                  | 9                        | Peter Walker, Storbritannien       |
| Peter Walker (ERA)                                  | 9                        | Tony Rolt, Storbritannien          |
| Peter Whitehead (Ferrari)                           | 8, 14, 28                | Peter Whitehead, Storbritannien    |
| Philippe Étancelin (Talbot-Lago-Talbot)             | 14, 16, 24, 42           | Philippe Étancelin, Frankrike      |
| Philippe Étancelin (Talbot-Lago-Talbot)             | 16                       | Eugène Chaboud, Frankrike          |
| Pierre Levegh (Talbot-Lago-Talbot)                  | 56                       | Pierre Levegh, Frankrike           |
| R A Cott (Maserati-Offenhauser)                     | 21                       | Spider Webb, USA                   |
| Raymond Sommer (Talbot-Lago-Talbot)                 | 6, 12                    | Raymond Sommer, Frankrike          |
| Richard L Palmer (Adams-Offenhauser)                | 24                       | Bayliss Levrett, USA               |
| Richard L Palmer (Adams-Offenhauser)                | 24                       | Bill Cantrell, USA                 |
| Sampson Manufacturing Co (Rae-Offenhauser)          | 27                       | Walt Ader, USA                     |
| Scuderia Achille Varzi (Maserati)                   | 2                        | Nello Pagani, Italien              |
| Scuderia Achille Varzi (Maserati)                   | 2, 36                    | José Froilán González, Argentina   |
| Scuderia Achille Varzi (Maserati)                   | 4                        | Alfredo Piàn, Argentina            |
| Scuderia Achille Varzi (Maserati)                   | 40                       | Antonio Branca, Schweiz            |
| Scuderia Ambrosiana (Maserati)                      | 5, 50                    | David Murray, Storbritannien       |
| Scuderia Ambrosiana (Maserati)                      | 6, 34                    | David Hampshire, Storbritannien    |
| Scuderia Ambrosiana (Maserati)                      | 32                       | Reg Parnell, Storbritannien        |
| Talbot-Lago-Talbot                                  | 6, 14, 18                | Yves Giraud-Cabantous, Frankrike   |
| Talbot-Lago-Talbot                                  | 8, 17                    | Eugène Martin, Frankrike           |
| Talbot-Lago-Talbot                                  | 10, 14, 15, 20           | Louis Rosier, Frankrike            |
| Talbot-Lago-Talbot                                  | 12                       | Raymond Sommer, Frankrike          |
| Talbot-Lago-Talbot                                  | 16                       | Philippe Étancelin, Frankrike      |
| Talbot-Lago-Talbot                                  | 22                       | Pierre Levegh, Frankrike           |
| TASO Mathieson (ERA)                                | 8                        | Leslie Johnson, Storbritannien     |
| Verlin Brown (Kurtis Kraft-Offenhauser)             | 69                       | Duke Dinsmore, USA                 |

## Slutställning förare 1950
| Placering | Förare! Stall         | Konstruktör                 | Poäng                    |    |
| --------- | --------------------- | --------------------------- | ------------------------ | -- |
| 1         | Nino Farina           | Alfa Romeo                  |                          | 30 |
| 2         | Juan Manuel Fangio    | Alfa Romeo                  |                          | 27 |
| 3         | Luigi Fagioli         | Alfa Romeo                  |                          | 24 |
| 4         | Louis Rosier          | Talbot-Lago & Ecurie Rosier | Talbot-Lago-Talbot       | 13 |
| 5         | Alberto Ascari        | Ferrari                     |                          | 11 |
| 6         | Johnnie Parsons       | Kurtis Kraft Inc            | Kurtis Kraft-Offenhauser | 9  |
| 7         | Bill Holland          | Lou Moore                   | Deidt-Offenhauser        | 6  |
| 8         | Prince Bira           | Enrico Plate                | Maserati                 | 5  |
| 9         | Peter Whitehead       | Peter Whitehead             | Ferrari                  | 4  |
| 10        | Louis Chiron          | Maserati                    |                          | 4  |
| 11        | Reg Parnell           | Alfa Romeo                  |                          | 4  |
| 12        | Mauri Rose            | Howard Keck Co              | Deidt-Offenhauser        | 4  |
| 13        | Dorino Serafini       | Ferrari                     |                          | 3  |
| 14        | Yves Giraud Cabantous | Talbot-Lago                 | Talbot-Lago-Talbot       | 3  |
| 15        | Raymond Sommer        | Ferrari                     |                          | 3  |
| 16        | Robert Manzon         | Gordini                     | Simca-Gordini            | 3  |
| 17        | Cecil Green           | M A Walker                  | Kurtis Kraft-Offenhauser | 3  |
| 18        | Philippe Étancelin    | Philippe Étancelin          | Talbot-Lago-Talbot       | 3  |
| 19        | Felice Bonetto        | Milano                      | Maserati                 | 2  |
| 20        | Joie Chitwood         | Ervin Wolfe                 | Kurtis Kraft-Offenhauser | 1  |
| 21        | Tony Bettenhausen     | Lou Moore                   | Deidt-Offenhauser        | 1  |
| 22        | Eugène Chaboud        | Philippe Étancelin          | Talbot-Lago-Talbot       | 1  |

## Inofficiell slutställning konstruktörer 1950
Endast de fyra bästa poängen från de sju loppen för den första bilen räknade.
| Placering | Konstruktör        | Poäng |
| --------- | ------------------ | ----- |
| 1         | Alfa Romeo         | 32    |
| 2         | Ferrari            | 18    |
| 3         | Talbot-Lago-Talbot | 14    |
| 4         | Maserati           | 7     |
| 5         | Simca-Gordini      | 3     |